# Haveneilandsluis
De Haveneilandschutsluis (sluis 123, in de volksmond Sluishuissluis) is een schutsluis in Amsterdam-Oost. De sluis werd gebouwd tussen 2007 en 2008 en kreeg in augustus 2019 haar naam.
De schutsluis van vier meter breed is gelegen tussen het IJmeer en het binnenwater (Krijn Taconiskade) van het Haveneiland van de woonwijk IJburg. In dat binnengebied ligt een kleine jachthaven. Van daaruit leiden verdere vertakkingen de wijk in, maar daar kan alleen met geringe hoogte gevaren worden, want er liggen alleen vaste bruggen over die waterwegen. Boven de schutsluis ligt basculebrug brug 2023 in de Bert Haanstrakade.  
De brug, sluis en bijbehorend dienstgebouw zijn ontworpen door Quist Wintermans Architekten; ze vormen een geheel. Tussen 2008 en 2017 werd de sluis bediend vanuit dat dienstgebouw, sinds dat laatste jaar wordt de bediening centraal geregeld (COB, Centraal Object Bediening) .
Door de sluis vaart gedurende zaterdagen, zondagen en schoolvakanties in het zomerseizoen (april-oktober) het veer IJburg-Pampus-Muiderslot. 